# آلبوم مفهومی

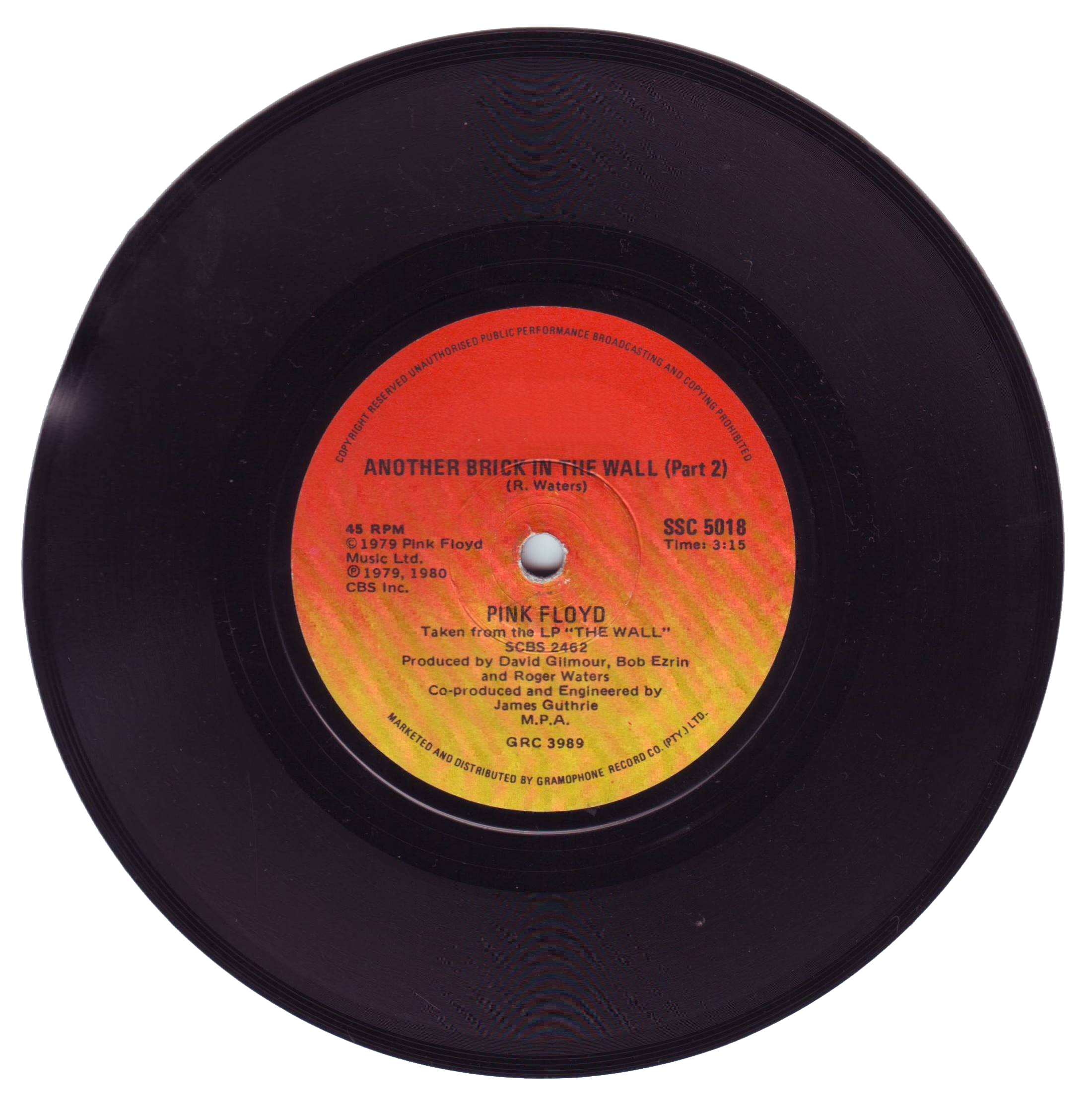
آلبوم دیوار، پینک فلوید، ۱۹۷۹

در موسیقی همه پسند یک آلبوم مفهومی یا جُنگ مفهومی (به انگلیسی: Concept Album) جنگی است که «به وسیلهٔ یک موضوع یک‌پارچه شده‌است که می‌تواند در آهنگسازی یا سروده ها باشد.» اغلب این آلبوم‌ها از پیش برنامه‌ریزی شده‌اند (درک‌شده) و همه ترانه‌ها مربوط به یک موضوع کلی واحد یا داستانی متحد هستند که این طرح یا داستان، مفهوم آلبوم است.
این در مقایسه با فعالیت معمول یک هنرمند یا گروه است که آلبومی را متشکل از تعدادی آهنگ‌های غیرمرتبط با یک‌دیگر که اعضای گروه یا هنرمند آن‌ها را نوشته‌اند یا برای اجرا یا بازخوانی برگزیده‌اند، قرار می‌گیرد.
به دلیل آن‌که پیش‌نهاد چیزی به مبهم بودن یک حالت کلی، اثری را به عنوان یک آلبوم مفهومی مشخص می‌کند، یک معنای دقیق برای این واژه، مصداقی ابهام‌آور دارد.